# Tomohisa Yamashita
Tomohisa Yamashita (山下 智久 Yamashita Tomohisa?, n. 9 de abril de 1985), también conocido como Yamapi (山P YamaP?) es un idol, cantante y personalidad de radio japonés.

## Filmografía

### Televisión
| Año  | Título en japonés                                                         | Título en inglés                                                        | Personajes                   | Cadena   | Notas                               |
| ---- | ------------------------------------------------------------------------- | ----------------------------------------------------------------------- | ---------------------------- | -------- | ----------------------------------- |
| 1998 | 少年たち                                                                  | Shōnentachi                                                             | Kakuda Shinya                | NHK      | Short series                        |
| 1999 | 熱血恋愛道                                                                | Nekketsu Renaidō                                                        |                              | NTV      | Episode 7                           |
| 1999 | っポイ!                                                                   | P.P.O.I                                                                 | Taira Amano                  | NTV      | Short Series; Lead                  |
| 1999 | 怖い日曜日                                                                | Kowai Nichiyōbi                                                         |                              | NTV      | Episode 13                          |
| 1999 | 危険な関係                                                                | Kiken na Kankei                                                         | Satoshi Miyabe               | Fuji TV  | Episodes 10-11; Regular series      |
| 2000 | 池袋ウエストゲートパーク                                                  | Ikebukuro West Gate Park                                                | Shun Mizuno                  | TBS      | Regular series                      |
| 2000 | 史上最悪のデート                                                          | Shijō Saiaku no Date                                                    | Yuki Okumura                 | NTV      | Episode 1                           |
| 2000 | オールスター忠臣蔵まつり                                                  | All Star Chūshingura Matsuri                                            | Takumi Asano                 | TBS      | Televised stageplay                 |
| 2001 | カバチタレ!                                                               | Kabachitare!                                                            | Yūta Tamura                  | Fuji TV  | Regular series                      |
| 2001 | 少年は鳥になった                                                          | Shōnen wa Tori ni Natta                                                 | Ken Nagashima                | TBS      | Tele-film                           |
| 2002 | ロング・ラブレター〜漂流教室〜                                            | Long Love Letter                                                        | Tadashi Otomo                | Fuji TV  | Regular series                      |
| 2002 | ランチの女王                                                              | Lunch no Joō                                                            | Kōshirō Nabeshima            | Fuji TV  | Regular series                      |
| 2003 | Stand Up!!                                                                | Stand Up!!                                                              | Kengo Iwasaki                | TBS      | Regular series                      |
| 2003 | ぶどうの木〜里親と子供たちの愛の物語〜                                    | Budo no Ki                                                              | Yōsuke Shindō                | Fuji TV  | Special                             |
| 2004 | 演技者。第9話「狂い咲きヴァージンロード」                                 | Engimono 9: Kuruizaki Virgin Road                                       | Hajime                       | Fuji TV  | Televised stageplay                 |
| 2004 | それは、突然、嵐のように…                                                 | Sore wa, Totsuzen, Arashi no you ni...                                  | Takuma Fukazawa              | TBS      | Regular series                      |
| 2005 | ドラゴン桜                                                                | Dragon Zakura                                                           | Yūsuke Yajima                | TBS      | Regular series                      |
| 2005 | 野ブタ。をプロデュース                                                    | Nobuta wo Produce                                                       | Akira Kusano                 | NTV      | Regular series                      |
| 2006 | クロサギ                                                                  | Kurosagi                                                                | Kurosaki                     | TBS      | Regular series; First lead role     |
| 2007 | 白虎隊                                                                    | Byakkotai                                                               | Shintarō Sakai; Mineji Sakai | TV Asahi | Short series; Lead                  |
| 2007 | プロポーズ大作戦                                                          | Proposal Daisakusen                                                     | Ken Iwase                    | Fuji TV  | Regular series; Lead                |
| 2008 | プロポーズ大作戦スペシャル                                                | Proposal Daisakusen SP                                                  | Ken Iwase                    | Fuji TV  | Special; Lead                       |
| 2008 | コード・ブルー -ドクターヘリ緊急救命-                                     | Code Blue                                                               | Kōsaku Aizawa                | Fuji TV  | Regular series; Lead                |
| 2009 | コード・ブルー -ドクターヘリ緊急救命-新春スペシャル                       | Code Blue SP                                                            | Kōsaku Aizawa                | Fuji TV  | Special; Lead                       |
| 2009 | ブザー・ビート〜崖っぷちのヒーロー〜                                      | Buzzer Beat                                                             | Naoki Kamiya                 | Fuji TV  | Regular series; Lead                |
| 2010 | コード・ブルー -ドクターヘリ緊急救命- 2nd season                          | Code Blue 2                                                             | Kōsaku Aizawa                | Fuji TV  | Second season; Regular series; Lead |
| 2012 | 最高の人生の終り方〜エンディングプランナー〜                              | Saikō no Jinsei no Owarikata: Ending Planner                            | Masato Ihara                 | TBS      | Regular series; Lead                |
| 2012 | 山下智久・ルート66〜たった一人のアメリカ                                  | Tomohisa Yamashita Route 66: Tatta Hitori no America                    | As himself                   | NTV      | Serial travel show                  |
| 2012 | ほんとにあった怖い話 夏の特別編2012 「赤い爪」                            | Honto ni Atta Kowai Hanashi: Akai Tsume                                 | Akiyoshi Ishida              | Fuji TV  | Special                             |
| 2012 | MONSTERS                                                                  | Monsters                                                                | Kōsuke Saionji               | TBS      | Regular series                      |
| 2013 | SUMMER NUDE                                                               | Summer Nude                                                             | Mikuriya Asahi               | Fuji TV  | Regular series; Lead                |
| 2013 | 金田一耕助VS明智小五郎                                                    | Kindaichi Kōsuke VS Akechi Kogorō SP1                                   | Kōsuke Kindaichi             | Fuji TV  | Special                             |
| 2013 | 独身貴族                                                                  | Dokushin Kizoku                                                         | As himself                   | Fuji TV  | Guest Appearance                    |
| 2014 | 金田一耕助VS明智小五郎ふたたび                                            | Kindaichi Kōsuke VS Akechi Kogorō Futatabi SP2                          | Kōsuke Kindaichi             | Fuji TV  | Special                             |
| 2014 | 近キョリ恋愛 ~Season Zero~                                                | Kinkyori Renai ~Season Zero~                                            | Sakurai Haruka (adult)       | NTV      | Guest Appearance                    |
| 2014 | なぜ少女は記憶を失わなければならなかったのか?〜心の科学者・成海朔の挑戦〜 | Naze Shōjo wa Kioku o Ushinawanakereba Naranakatta no ka?               | Saku Narumi                  | NTV      | Special                             |
| 2015 | アルジャーノンに花束を                                                    | Algernon ni Hanataba o                                                  | Sakuto Shiratori             | TBS      | Regular Series; Lead                |
| 2015 | なぜ家族は消されたのか?心を操る恐怖のサイコパス〜成海朔の挑戦II〜         | Naze Kazoku wa Kesareta no ka ~ Kokoro wo Ayatsuru Kyofu no Psychopath~ | Saku Narumi                  | NTV      | Special                             |
| 2015 | 5→9〜私に恋したお坊さん〜                                                 | 5-ji Kara 9-ji Made                                                     | Takane Hoshikawa             | Fuji TV  | Regular Series; Lead                |

### Cine
| Año  | Título                        | Personajes         |
| ---- | ----------------------------- | ------------------ |
| 1996 | Shinrei no Surfer Shi         | Extra              |
| 2008 | Eiga: Kurosagi                | Kurosaki           |
| 2011 | Ashita no Joe                 | Joe Yabuki         |
| 2014 | Kinkyori Renai                | Haruka Sakurai     |
| 2016 | Terra Formars                 | Jim Muto           |
| 2018 | Code Blue the Movie           | Aizawa Kousaku     |
| 2022 | El hombre de Toronto          | El hombre de Tokio |
| 2023 | See Hear Love                 | Shinji Izumimoto   |
| 2024 | Black Noise                   |                    |
| 2026 | The Honest Realtor: The Movie | Saichi Nagase      |

### Anuncios
- Misau Home
- Toshiba Note Pc
- MOW
- Pringles
- Kiss Mint
- Coca-Cola
- TBC Beauty Salon
- TBC Yoga Classroom
- TBC 30th Anniversary
- TBC Dressing Room
- TBC Summer
- TBC Live Naturally
- Toshiba
- Del Monte
- Weider in jelly
- Russ-K con NEWS

### Revistas / sesiones fotográficas
| Año  | Título            | Notas                                                       |
| ---- | ----------------- | ----------------------------------------------------------- |
| 2020 | Cosmoplitan China | (publicación de febrero) - junto a Kim Jae-joong y Han Geng |

## Premios
| Año  | Premio                                                                                             |
| ---- | -------------------------------------------------------------------------------------------------- |
| 2001 | - 4th Nikkan Sports Drama Grand Pix: Mejor actor revelación en Ikebukuro West Gate Park            |
| 2005 | - 9th Nikkan Sports Drama Grand Pix: Mejor Actor en Nobuta wo produce                              |
| 2007 | - 11th Nikkan Sports Drama Grand Pix: Mejor Actor en Proposal Daisakusen                           |
| 2009 | - 13th Nikkan Sports Drama Grand Pix: Mejor Actor en Buzzer Beat                                   |
| 2012 | - 15th Nikkan Sports Drama Grand Pix: Mejor Actor en Saikou no Jinsei no Owarikata~Ending Planner~ |